# Zengita
La dinastia zengita o dels zengites fou una nissaga musulmana d'atabegs que va governar a Mossul, Alep, Damasc, Sinjar i al-Jazira, l'origen de la qual fou Imad-ad-Din Zengi I, sota la sobirania teòrica dels turcs seljúcides.

## Llista d'atabegs
Mossul
- Imad-ad-Din Zengí I 1127-1146
- Sayf-ad-Din Ghazi I 1146-1149
- Qutb-ad-Din Mawdud 1149-1170
- Sayf-ad-Din Ghazi II 1170-1180
- Izz-ad-Din Massud I 1180-1193
- Nur-ad-Din Arslan-Xah I 1193-1211
- Izz-ad-Din Massud II 1211-1218
- Nur-ad-Din Arslan-Xah II 1218-1219
- Nàssir-ad-Din Mahmud 1219-1233
- Badr-ad-Din Lulu 1233-1259

Alep
- Imad-ad-Din Zengí I 1128-1146
- Nur-ad-Din Mahmud 1146-1174
- as-Sàlih Ismaïl 1174-1181
- Imad-ad-Din Zengi II 1181-1183

Damasc
- Nur-ad-Din Mahmud 1154-1174
- as-Sàlih Ismaïl 1174

Sinjar
- Imad-ad-Din Zengí II 1171-1197
- Qutb-ad-Din Muhàmmad 1197-1219
- Imad-ad-Din Xahan-xah 1219-1220
- Jalal-ad-Din Mahmud 1219-1220
- Fat·h-ad-Din Úmar 1219-1220

Jazira
- Muïzz-ad-Din Sanjar-Xah 1180-1208
- Muïzz-ad-Din Mahmud 1208-1241
- Mahmud al-Màlik adh-Dhàhir 1241-1250

## Genealogia
|                                                            |                                                            |                                                            |                                                            |                                                            |                                                            |                                                     |                                                     |                                                     |                                                     | Aq-Súnqur al-Hàjib (mort el 1094) governant d'Alep            |                                                               |                                                               |                                                               |                                                               |                                                               |                                    |                                    |                                    |                                    |  |  |                                                         |                                                         |                                                         |                                                         |                                                         |                                                         |  |  |                                                          |                                                          |                                                          |                                                          |                                                          |                                                          |                                                         |                                                         |                                                         |                                                         |                                                      |                                                      |                                                      |                                                      |  |  |  |  |  |  |  |  |  |  |  |  |  |  |  |  |  |  |  |  |  |  |  |  |  |  |
|                                                            |                                                            |                                                            |                                                            |                                                            |                                                            |                                                     |                                                     |                                                     |                                                     |                                                               |                                                               |                                                               |                                                               |                                                               |                                                               |                                    |                                    |                                    |                                    |  |  |                                                         |                                                         |                                                         |                                                         |                                                         |                                                         |  |  |                                                          |                                                          |                                                          |                                                          |                                                          |                                                          |                                                         |                                                         |                                                         |                                                         |                                                      |                                                      |                                                      |                                                      |  |  |  |  |  |  |  |  |  |  |  |  |  |  |  |  |  |  |  |  |  |  |  |  |  |  |
|                                                            |                                                            |                                                            |                                                            |                                                            |                                                            |                                                     |                                                     |                                                     |                                                     | Imad-ad-Din Zengi I (mort el 1146) atabeg de Mossul i d'Alep  |                                                               |                                                               |                                                               |                                                               |                                                               |                                    |                                    |                                    |                                    |  |  |                                                         |                                                         |                                                         |                                                         |                                                         |                                                         |  |  |                                                          |                                                          |                                                          |                                                          |                                                          |                                                          |                                                         |                                                         |                                                         |                                                         |                                                      |                                                      |                                                      |                                                      |  |  |  |  |  |  |  |  |  |  |  |  |  |  |  |  |  |  |  |  |  |  |  |  |  |  |
|                                                            |                                                            |                                                            |                                                            |                                                            |                                                            |                                                     |                                                     |                                                     |                                                     |                                                               |                                                               |                                                               |                                                               |                                                               |                                                               |                                    |                                    |                                    |                                    |  |  |                                                         |                                                         |                                                         |                                                         |                                                         |                                                         |  |  |                                                          |                                                          |                                                          |                                                          |                                                          |                                                          |                                                         |                                                         |                                                         |                                                         |                                                      |                                                      |                                                      |                                                      |  |  |  |  |  |  |  |  |  |  |  |  |  |  |  |  |  |  |  |  |  |  |  |  |  |  |
|                                                            |                                                            |                                                            |                                                            |                                                            |                                                            |                                                     |                                                     |                                                     |                                                     |                                                               |                                                               |                                                               |                                                               |                                                               |                                                               |                                    |                                    |                                    |                                    |  |  |                                                         |                                                         |                                                         |                                                         |                                                         |                                                         |  |  |                                                          |                                                          |                                                          |                                                          |                                                          |                                                          |                                                         |                                                         |                                                         |                                                         |                                                      |                                                      |                                                      |                                                      |  |  |  |  |  |  |  |  |  |  |  |  |  |  |  |  |  |  |  |  |  |  |  |  |  |  |
| Nur-ad-Din Mahmud (mort el 1174) atabeg d'Alep i de Damasc | Nur-ad-Din Mahmud (mort el 1174) atabeg d'Alep i de Damasc | Nur-ad-Din Mahmud (mort el 1174) atabeg d'Alep i de Damasc | Nur-ad-Din Mahmud (mort el 1174) atabeg d'Alep i de Damasc | Nur-ad-Din Mahmud (mort el 1174) atabeg d'Alep i de Damasc | Nur-ad-Din Mahmud (mort el 1174) atabeg d'Alep i de Damasc |                                                     |                                                     | Sayf-ad-Din Ghazi (mort el 1149) atabeg de Mossul   | Sayf-ad-Din Ghazi (mort el 1149) atabeg de Mossul   | Sayf-ad-Din Ghazi (mort el 1149) atabeg de Mossul             | Sayf-ad-Din Ghazi (mort el 1149) atabeg de Mossul             | Sayf-ad-Din Ghazi (mort el 1149) atabeg de Mossul             | Sayf-ad-Din Ghazi (mort el 1149) atabeg de Mossul             |                                                               |                                                               |                                    |                                    |                                    |                                    |  |  | Qutb-ad-Din Mawdud (mort el 1170) atabeg de Mossul      | Qutb-ad-Din Mawdud (mort el 1170) atabeg de Mossul      | Qutb-ad-Din Mawdud (mort el 1170) atabeg de Mossul      | Qutb-ad-Din Mawdud (mort el 1170) atabeg de Mossul      | Qutb-ad-Din Mawdud (mort el 1170) atabeg de Mossul      | Qutb-ad-Din Mawdud (mort el 1170) atabeg de Mossul      |  |  |                                                          |                                                          |                                                          |                                                          |                                                          |                                                          |                                                         |                                                         |                                                         |                                                         |                                                      |                                                      |                                                      |                                                      |  |  |  |  |  |  |  |  |  |  |  |  |  |  |  |  |  |  |  |  |  |  |  |  |  |  |
| Nur-ad-Din Mahmud (mort el 1174) atabeg d'Alep i de Damasc | Nur-ad-Din Mahmud (mort el 1174) atabeg d'Alep i de Damasc | Nur-ad-Din Mahmud (mort el 1174) atabeg d'Alep i de Damasc | Nur-ad-Din Mahmud (mort el 1174) atabeg d'Alep i de Damasc | Nur-ad-Din Mahmud (mort el 1174) atabeg d'Alep i de Damasc | Nur-ad-Din Mahmud (mort el 1174) atabeg d'Alep i de Damasc |                                                     |                                                     | Sayf-ad-Din Ghazi (mort el 1149) atabeg de Mossul   | Sayf-ad-Din Ghazi (mort el 1149) atabeg de Mossul   | Sayf-ad-Din Ghazi (mort el 1149) atabeg de Mossul             | Sayf-ad-Din Ghazi (mort el 1149) atabeg de Mossul             | Sayf-ad-Din Ghazi (mort el 1149) atabeg de Mossul             | Sayf-ad-Din Ghazi (mort el 1149) atabeg de Mossul             |                                                               |                                                               |                                    |                                    |                                    |                                    |  |  | Qutb-ad-Din Mawdud (mort el 1170) atabeg de Mossul      | Qutb-ad-Din Mawdud (mort el 1170) atabeg de Mossul      | Qutb-ad-Din Mawdud (mort el 1170) atabeg de Mossul      | Qutb-ad-Din Mawdud (mort el 1170) atabeg de Mossul      | Qutb-ad-Din Mawdud (mort el 1170) atabeg de Mossul      | Qutb-ad-Din Mawdud (mort el 1170) atabeg de Mossul      |  |  |                                                          |                                                          |                                                          |                                                          |                                                          |                                                          |                                                         |                                                         |                                                         |                                                         |                                                      |                                                      |                                                      |                                                      |  |  |  |  |  |  |  |  |  |  |  |  |  |  |  |  |  |  |  |  |  |  |  |  |  |  |
|                                                            |                                                            |                                                            |                                                            |                                                            |                                                            |                                                     |                                                     |                                                     |                                                     |                                                               |                                                               |                                                               |                                                               |                                                               |                                                               |                                    |                                    |                                    |                                    |  |  |                                                         |                                                         |                                                         |                                                         |                                                         |                                                         |  |  |                                                          |                                                          |                                                          |                                                          |                                                          |                                                          |                                                         |                                                         |                                                         |                                                         |                                                      |                                                      |                                                      |                                                      |  |  |  |  |  |  |  |  |  |  |  |  |  |  |  |  |  |  |  |  |  |  |  |  |  |  |
| As-Sàlih Ismaïl (mort el 1181) atabeg d'Alep               | As-Sàlih Ismaïl (mort el 1181) atabeg d'Alep               | As-Sàlih Ismaïl (mort el 1181) atabeg d'Alep               | As-Sàlih Ismaïl (mort el 1181) atabeg d'Alep               | As-Sàlih Ismaïl (mort el 1181) atabeg d'Alep               | As-Sàlih Ismaïl (mort el 1181) atabeg d'Alep               |                                                     |                                                     |                                                     |                                                     | Imad-ad-Din Zengi II (mort el 1197) atabeg d'Alep i de Sinjar | Imad-ad-Din Zengi II (mort el 1197) atabeg d'Alep i de Sinjar | Imad-ad-Din Zengi II (mort el 1197) atabeg d'Alep i de Sinjar | Imad-ad-Din Zengi II (mort el 1197) atabeg d'Alep i de Sinjar | Imad-ad-Din Zengi II (mort el 1197) atabeg d'Alep i de Sinjar | Imad-ad-Din Zengi II (mort el 1197) atabeg d'Alep i de Sinjar |                                    |                                    |                                    |                                    |  |  | Sayf-ad-Din Ghazi II (mort el 1180) atabeg de Mossul    | Sayf-ad-Din Ghazi II (mort el 1180) atabeg de Mossul    | Sayf-ad-Din Ghazi II (mort el 1180) atabeg de Mossul    | Sayf-ad-Din Ghazi II (mort el 1180) atabeg de Mossul    | Sayf-ad-Din Ghazi II (mort el 1180) atabeg de Mossul    | Sayf-ad-Din Ghazi II (mort el 1180) atabeg de Mossul    |  |  |                                                          |                                                          |                                                          |                                                          | Izz-ad-Din Massud I (mort el 1193) atabeg de Mossul      | Izz-ad-Din Massud I (mort el 1193) atabeg de Mossul      | Izz-ad-Din Massud I (mort el 1193) atabeg de Mossul     | Izz-ad-Din Massud I (mort el 1193) atabeg de Mossul     | Izz-ad-Din Massud I (mort el 1193) atabeg de Mossul     | Izz-ad-Din Massud I (mort el 1193) atabeg de Mossul     |                                                      |                                                      |                                                      |                                                      |  |  |  |  |  |  |  |  |  |  |  |  |  |  |  |  |  |  |  |  |  |  |  |  |  |  |
| As-Sàlih Ismaïl (mort el 1181) atabeg d'Alep               | As-Sàlih Ismaïl (mort el 1181) atabeg d'Alep               | As-Sàlih Ismaïl (mort el 1181) atabeg d'Alep               | As-Sàlih Ismaïl (mort el 1181) atabeg d'Alep               | As-Sàlih Ismaïl (mort el 1181) atabeg d'Alep               | As-Sàlih Ismaïl (mort el 1181) atabeg d'Alep               |                                                     |                                                     |                                                     |                                                     | Imad-ad-Din Zengi II (mort el 1197) atabeg d'Alep i de Sinjar | Imad-ad-Din Zengi II (mort el 1197) atabeg d'Alep i de Sinjar | Imad-ad-Din Zengi II (mort el 1197) atabeg d'Alep i de Sinjar | Imad-ad-Din Zengi II (mort el 1197) atabeg d'Alep i de Sinjar | Imad-ad-Din Zengi II (mort el 1197) atabeg d'Alep i de Sinjar | Imad-ad-Din Zengi II (mort el 1197) atabeg d'Alep i de Sinjar |                                    |                                    |                                    |                                    |  |  | Sayf-ad-Din Ghazi II (mort el 1180) atabeg de Mossul    | Sayf-ad-Din Ghazi II (mort el 1180) atabeg de Mossul    | Sayf-ad-Din Ghazi II (mort el 1180) atabeg de Mossul    | Sayf-ad-Din Ghazi II (mort el 1180) atabeg de Mossul    | Sayf-ad-Din Ghazi II (mort el 1180) atabeg de Mossul    | Sayf-ad-Din Ghazi II (mort el 1180) atabeg de Mossul    |  |  |                                                          |                                                          |                                                          |                                                          | Izz-ad-Din Massud I (mort el 1193) atabeg de Mossul      | Izz-ad-Din Massud I (mort el 1193) atabeg de Mossul      | Izz-ad-Din Massud I (mort el 1193) atabeg de Mossul     | Izz-ad-Din Massud I (mort el 1193) atabeg de Mossul     | Izz-ad-Din Massud I (mort el 1193) atabeg de Mossul     | Izz-ad-Din Massud I (mort el 1193) atabeg de Mossul     |                                                      |                                                      |                                                      |                                                      |  |  |  |  |  |  |  |  |  |  |  |  |  |  |  |  |  |  |  |  |  |  |  |  |  |  |
|                                                            |                                                            |                                                            |                                                            |                                                            |                                                            |                                                     |                                                     |                                                     |                                                     | Qutb-ad-Din Muhàmmad (mort el 1219) emir de Sinjar            | Qutb-ad-Din Muhàmmad (mort el 1219) emir de Sinjar            | Qutb-ad-Din Muhàmmad (mort el 1219) emir de Sinjar            | Qutb-ad-Din Muhàmmad (mort el 1219) emir de Sinjar            | Qutb-ad-Din Muhàmmad (mort el 1219) emir de Sinjar            | Qutb-ad-Din Muhàmmad (mort el 1219) emir de Sinjar            |                                    |                                    |                                    |                                    |  |  | Muïzz-ad-Din Sanjar-Xah (mort el 1208) emir d'al-Jazira | Muïzz-ad-Din Sanjar-Xah (mort el 1208) emir d'al-Jazira | Muïzz-ad-Din Sanjar-Xah (mort el 1208) emir d'al-Jazira | Muïzz-ad-Din Sanjar-Xah (mort el 1208) emir d'al-Jazira | Muïzz-ad-Din Sanjar-Xah (mort el 1208) emir d'al-Jazira | Muïzz-ad-Din Sanjar-Xah (mort el 1208) emir d'al-Jazira |  |  |                                                          |                                                          |                                                          |                                                          | Nur-ad-Din Arslan-Xah I (mort el 1211) atabeg de Mossul  | Nur-ad-Din Arslan-Xah I (mort el 1211) atabeg de Mossul  | Nur-ad-Din Arslan-Xah I (mort el 1211) atabeg de Mossul | Nur-ad-Din Arslan-Xah I (mort el 1211) atabeg de Mossul | Nur-ad-Din Arslan-Xah I (mort el 1211) atabeg de Mossul | Nur-ad-Din Arslan-Xah I (mort el 1211) atabeg de Mossul |                                                      |                                                      |                                                      |                                                      |  |  |  |  |  |  |  |  |  |  |  |  |  |  |  |  |  |  |  |  |  |  |  |  |  |  |
|                                                            |                                                            |                                                            |                                                            |                                                            |                                                            |                                                     |                                                     |                                                     |                                                     | Qutb-ad-Din Muhàmmad (mort el 1219) emir de Sinjar            | Qutb-ad-Din Muhàmmad (mort el 1219) emir de Sinjar            | Qutb-ad-Din Muhàmmad (mort el 1219) emir de Sinjar            | Qutb-ad-Din Muhàmmad (mort el 1219) emir de Sinjar            | Qutb-ad-Din Muhàmmad (mort el 1219) emir de Sinjar            | Qutb-ad-Din Muhàmmad (mort el 1219) emir de Sinjar            |                                    |                                    |                                    |                                    |  |  | Muïzz-ad-Din Sanjar-Xah (mort el 1208) emir d'al-Jazira | Muïzz-ad-Din Sanjar-Xah (mort el 1208) emir d'al-Jazira | Muïzz-ad-Din Sanjar-Xah (mort el 1208) emir d'al-Jazira | Muïzz-ad-Din Sanjar-Xah (mort el 1208) emir d'al-Jazira | Muïzz-ad-Din Sanjar-Xah (mort el 1208) emir d'al-Jazira | Muïzz-ad-Din Sanjar-Xah (mort el 1208) emir d'al-Jazira |  |  |                                                          |                                                          |                                                          |                                                          | Nur-ad-Din Arslan-Xah I (mort el 1211) atabeg de Mossul  | Nur-ad-Din Arslan-Xah I (mort el 1211) atabeg de Mossul  | Nur-ad-Din Arslan-Xah I (mort el 1211) atabeg de Mossul | Nur-ad-Din Arslan-Xah I (mort el 1211) atabeg de Mossul | Nur-ad-Din Arslan-Xah I (mort el 1211) atabeg de Mossul | Nur-ad-Din Arslan-Xah I (mort el 1211) atabeg de Mossul |                                                      |                                                      |                                                      |                                                      |  |  |  |  |  |  |  |  |  |  |  |  |  |  |  |  |  |  |  |  |  |  |  |  |  |  |
|                                                            |                                                            |                                                            |                                                            |                                                            |                                                            |                                                     |                                                     |                                                     |                                                     |                                                               |                                                               |                                                               |                                                               |                                                               |                                                               |                                    |                                    |                                    |                                    |  |  |                                                         |                                                         |                                                         |                                                         |                                                         |                                                         |  |  |                                                          |                                                          |                                                          |                                                          |                                                          |                                                          |                                                         |                                                         |                                                         |                                                         |                                                      |                                                      |                                                      |                                                      |  |  |  |  |  |  |  |  |  |  |  |  |  |  |  |  |  |  |  |  |  |  |  |  |  |  |
|                                                            |                                                            |                                                            |                                                            |                                                            |                                                            | Imad-ad-Din Xahan-Xah (mort el 1219) emir de Sinjar | Imad-ad-Din Xahan-Xah (mort el 1219) emir de Sinjar | Imad-ad-Din Xahan-Xah (mort el 1219) emir de Sinjar | Imad-ad-Din Xahan-Xah (mort el 1219) emir de Sinjar | Imad-ad-Din Xahan-Xah (mort el 1219) emir de Sinjar           | Imad-ad-Din Xahan-Xah (mort el 1219) emir de Sinjar           |                                                               |                                                               | Jalal-ad-Din Mahmud emir de Sinjar                            | Jalal-ad-Din Mahmud emir de Sinjar                            | Jalal-ad-Din Mahmud emir de Sinjar | Jalal-ad-Din Mahmud emir de Sinjar | Jalal-ad-Din Mahmud emir de Sinjar | Jalal-ad-Din Mahmud emir de Sinjar |  |  | Muïzz-ad-Din Mahmud emir d'al-Jazira                    | Muïzz-ad-Din Mahmud emir d'al-Jazira                    | Muïzz-ad-Din Mahmud emir d'al-Jazira                    | Muïzz-ad-Din Mahmud emir d'al-Jazira                    | Muïzz-ad-Din Mahmud emir d'al-Jazira                    | Muïzz-ad-Din Mahmud emir d'al-Jazira                    |  |  |                                                          |                                                          |                                                          |                                                          | Izz-ad-Din Massud II (mort el 1218) atabeg de Mossul     | Izz-ad-Din Massud II (mort el 1218) atabeg de Mossul     | Izz-ad-Din Massud II (mort el 1218) atabeg de Mossul    | Izz-ad-Din Massud II (mort el 1218) atabeg de Mossul    | Izz-ad-Din Massud II (mort el 1218) atabeg de Mossul    | Izz-ad-Din Massud II (mort el 1218) atabeg de Mossul    |                                                      |                                                      |                                                      |                                                      |  |  |  |  |  |  |  |  |  |  |  |  |  |  |  |  |  |  |  |  |  |  |  |  |  |  |
|                                                            |                                                            |                                                            |                                                            |                                                            |                                                            | Imad-ad-Din Xahan-Xah (mort el 1219) emir de Sinjar | Imad-ad-Din Xahan-Xah (mort el 1219) emir de Sinjar | Imad-ad-Din Xahan-Xah (mort el 1219) emir de Sinjar | Imad-ad-Din Xahan-Xah (mort el 1219) emir de Sinjar | Imad-ad-Din Xahan-Xah (mort el 1219) emir de Sinjar           | Imad-ad-Din Xahan-Xah (mort el 1219) emir de Sinjar           |                                                               |                                                               | Jalal-ad-Din Mahmud emir de Sinjar                            | Jalal-ad-Din Mahmud emir de Sinjar                            | Jalal-ad-Din Mahmud emir de Sinjar | Jalal-ad-Din Mahmud emir de Sinjar | Jalal-ad-Din Mahmud emir de Sinjar | Jalal-ad-Din Mahmud emir de Sinjar |  |  | Muïzz-ad-Din Mahmud emir d'al-Jazira                    | Muïzz-ad-Din Mahmud emir d'al-Jazira                    | Muïzz-ad-Din Mahmud emir d'al-Jazira                    | Muïzz-ad-Din Mahmud emir d'al-Jazira                    | Muïzz-ad-Din Mahmud emir d'al-Jazira                    | Muïzz-ad-Din Mahmud emir d'al-Jazira                    |  |  |                                                          |                                                          |                                                          |                                                          | Izz-ad-Din Massud II (mort el 1218) atabeg de Mossul     | Izz-ad-Din Massud II (mort el 1218) atabeg de Mossul     | Izz-ad-Din Massud II (mort el 1218) atabeg de Mossul    | Izz-ad-Din Massud II (mort el 1218) atabeg de Mossul    | Izz-ad-Din Massud II (mort el 1218) atabeg de Mossul    | Izz-ad-Din Massud II (mort el 1218) atabeg de Mossul    |                                                      |                                                      |                                                      |                                                      |  |  |  |  |  |  |  |  |  |  |  |  |  |  |  |  |  |  |  |  |  |  |  |  |  |  |
|                                                            |                                                            |                                                            |                                                            |                                                            |                                                            |                                                     |                                                     |                                                     |                                                     |                                                               |                                                               |                                                               |                                                               |                                                               |                                                               |                                    |                                    |                                    |                                    |  |  |                                                         |                                                         |                                                         |                                                         |                                                         |                                                         |  |  |                                                          |                                                          |                                                          |                                                          |                                                          |                                                          |                                                         |                                                         |                                                         |                                                         |                                                      |                                                      |                                                      |                                                      |  |  |  |  |  |  |  |  |  |  |  |  |  |  |  |  |  |  |  |  |  |  |  |  |  |  |
|                                                            |                                                            |                                                            |                                                            |                                                            |                                                            |                                                     |                                                     |                                                     |                                                     |                                                               |                                                               |                                                               |                                                               |                                                               |                                                               |                                    |                                    |                                    |                                    |  |  |                                                         |                                                         |                                                         |                                                         |                                                         |                                                         |  |  | Nur-ad-Din Arslan-Xah II (mort el 1219) atabeg de Mossul | Nur-ad-Din Arslan-Xah II (mort el 1219) atabeg de Mossul | Nur-ad-Din Arslan-Xah II (mort el 1219) atabeg de Mossul | Nur-ad-Din Arslan-Xah II (mort el 1219) atabeg de Mossul | Nur-ad-Din Arslan-Xah II (mort el 1219) atabeg de Mossul | Nur-ad-Din Arslan-Xah II (mort el 1219) atabeg de Mossul |                                                         |                                                         | Nàssir-ad-Din Mahmud (mort el 1222) atabeg de Mossul    | Nàssir-ad-Din Mahmud (mort el 1222) atabeg de Mossul    | Nàssir-ad-Din Mahmud (mort el 1222) atabeg de Mossul | Nàssir-ad-Din Mahmud (mort el 1222) atabeg de Mossul | Nàssir-ad-Din Mahmud (mort el 1222) atabeg de Mossul | Nàssir-ad-Din Mahmud (mort el 1222) atabeg de Mossul |  |  |  |  |  |  |  |  |  |  |  |  |  |  |  |  |  |  |  |  |  |  |  |  |  |  |